# NGC 753
NGC 753 este o galaxie spirală situată în constelația Andromeda. A fost descoperită în 16 septembrie 1865 de către Heinrich Louis d'Arrest. Se află la o distanță de 42,07 de megaparseci de Pământ.